# AMSN
aMSN — программа с открытым исходным кодом для мгновенного обмена сообщениями, является свободным клоном Windows Live Messenger. aMSN не только поддерживает многие функции Windows Live Messenger, но и максимально похожа на её внешний вид. Базовая функциональность программы может быть расширена за счет плагинов.
Проект находится на SourceForge.net, откуда он был скачан (по состоянию на сентябрь 2010) более тридцати миллионов раз, что делает проект 18 номером по количеству загрузок.
aMSN доступна для любой системы, которая поддерживает TCL/Tk версии 8.4 или выше, включая Microsoft Windows, Macintosh, Unix/Linux, в том числе Nokia N900 (Maemo) и OpenSolaris. Портативная версия для Windows доступна через PortableApps.

## Возможности
Возможности программы заявленные на официальном сайте:
- поддержка MSN протокола;
- голосовые и видео разговоры;
- возможность отправить сообщение в офлайн;
- отправка и получение голосовых записей;
- многовкладочная поддержка, благодаря которой можно общаться сразу с несколькими пользователями в сети;
- многоязычная поддержка;
- поддержка тем оформления (скины);
- при добавлении нового пользователя из сети, можно сразу определить его в любую группу (друзья, родственники, коллеги и т. д.);
- языковая поддержка;
- поддержка вебкамеры;
- проверка электронного ящика (плагин, позволяющий проверять не только Hotmail адреса);
- личные сообщения;
- конференц-поддержка;
- одновременное подключение к двум и более аккаунтам;
- передача, отправка и получение файлов по сети;
- игры (с плагином);
- возможность добавить примечания для каждого пользователя;
- обычные или анимированные смайлики (со звуками), а также загрузка дополнительных смайлов из интернета;
- ведение журнала переписки;
- статистика для журнала переписки;
- возможность войти в клиент под любым статусом (к примеру, невидимым для других в онлайн);
- звуковые сигналы для событий;
- сообщение в окне чата информирует вас, когда пользователь закрывает своё окно чата.
- поддержка MSN Mobile;
- если контакт меняет свой статус, то строка заголовка окна изменит цвет (зелёный — отошёл, коричневый — офлайн и т. д.);
- новая панель GUI информирует пользователя, если появилась новая версия клиента;